# Jennifer Lawrence
Jennifer Shrader Lawrence (sinh ngày 15 tháng 8 năm 1990) là một nữ diễn viên điện ảnh người Mỹ. Vai diễn đầu tiên của cô là một trong những nhân vật chính của loạt phim truyền hình The Bill Engvall Show (2007–2009) phát trên kênh TBS. Từ đó trở về sau cô xuất hiện trong các bộ phim độc lập như The Burning Plain (2008) và Winter's Bone (2010) - bộ phim đã mang lại cho Jennifer Lawrence đề cử giải Oscar đầu tiên trong sự nghiệp ở hạng mục Nữ diễn viên chính xuất sắc nhất vào năm 2011 khi vừa mới tròn 20 tuổi, giúp cô lập kỷ lục khi trở thành người trẻ tuổi thứ hai được đề cử ở hạng mục này tại thời điểm đó.
Năm 22 tuổi, qua bộ phim Silver Linings Playbook (2012), Lawrence vào vai Tiffany Maxwell - một phụ nữ trưởng thành nghiện tình dục với nhiều diễn biến tâm lý phức tạp đã mang về cho cô giải Quả cầu vàng cùng một tượng vàng Oscar đầu tiên, giúp cô trở thành diễn viên trẻ nhất từng hai lần được đề cử giải Oscar cho hạng mục Nữ diễn viên chính xuất sắc nhất và là người trẻ tuổi thứ hai trong lịch sử giành được giải thưởng danh giá này. Đến năm 2013, thành công tiếp tục đến với cô gái trẻ, với vai Rosalyn Rosenfeld - cô vợ của một tay lừa đảo thiên tài chuyên thực hiện các phi vụ có liên quan đến những tác phẩm nghệ thuật trong bộ phim hài của đạo diễn David O. Russell - American Hustle (2013) lại tiếp tục giúp cô mang về giải Quả cầu vàng, giải BAFTA và nhận được đề cử giải Oscar thứ ba trong sự nghiệp ở hạng mục Nữ diễn viên phụ xuất sắc nhất.
Jennifer Lawrence cũng được biết đến nhiều hơn khi vào vai dị nhân Raven Darkhölme / Mystique qua bộ phim ăn khách X-Men: First Class (2011) và sau đó là X-Men: Days of Future Past (2014). Năm 2012, cô trở nên nổi tiếng trên toàn thế giới nhờ vai diễn Katniss Everdeen trong The Hunger Games - bộ phim chuyển thể từ cuốn tiểu thuyết cùng tên bán chạy nhất của nhà văn Suzanne Collins. Vai diễn được các nhà phê bình khen ngợi nhiệt liệt, The Hunger Games nằm ở vị trí thứ 3 trong danh sách những bộ phim có doanh thu phòng vé mở màn cao nhất mọi thời đại, giúp Lawrence phá vỡ thế độc tôn của hình tượng các nam anh hùng trong phim hành động Hollywood khi trở thành Nữ anh hùng màn ảnh mang lại doanh thu cao nhất mọi thời đại.
Đến thời điểm hiện tại, sở hữu vẻ đẹp hài hòa, tài năng, hàng loạt những vai diễn thành công của Jennifer Lawrence ở cả hai lĩnh vực thương mại và nghệ thuật, cùng với một ngai vàng vững chắc ở tuổi 23 khi liên tiếp mang về rất nhiều giải thưởng danh giá đã khiến tạp chí Rolling Stone gọi cô là "Nữ diễn viên trẻ tài năng nhất nước Mỹ." Năm 2013, tạp chí Time đã đưa tên cô vào danh sách 100 người có ảnh hưởng nhất trên thế giới. Vào năm 2014, Jennifer Lawrence tiếp tục vượt mặt rất nhiều ngôi sao nổi tiếng khác để đứng đầu hạng mục Nữ diễn viên quyền lực nhất Hollywood và xếp vị trí thứ 12 trong danh sách "Celebrity 100" (100 người nổi tiếng) được thống kê hàng năm của công ty truyền thông và xuất bản Hoa Kỳ - Forbes. Bên cạnh đó, cô còn được tạp chí danh tiếng dành cho phái mạnh của Vương Quốc Anh - FHM vinh danh là Mỹ nhân quyến rũ nhất thế giới năm 2014. Ngoài ra, Jennifer còn được biết đến với biểu cảm chân thực từ trong phim cho đến ngoài đời thực.

## Tiểu sử và Sự nghiệp diễn xuất

### 1990–2005: Những năm tháng tuổi thơ
Jennifer Shrader Lawrence sinh ra và lớn lên tại Louisville, Kentucky trong một gia đình không có thiên hướng về nghệ thuật, là cô con gái của ông Gary Lawrence - một công nhân xây dựng và bà Karen Lawrence (nhũ danh Koch) - giám đốc điều hành trại trẻ em. Cô có hai người anh trai là Ben và Blaine. Năm 14 tuổi, vì quyết định muốn theo đuổi sự nghiệp diễn xuất nên Lawrence đã thuyết phục bố mẹ đưa cô đến New York và tìm cho mình một người đại diện tài năng nhưng không nhận được sự đồng ý. Do họ chỉ cho phép theo đuổi nghệ thuật một khi đã tốt nghiệp trung học, và để chứng minh rằng nghề nghiệp sẽ không ảnh hưởng gì tới việc học hành, cô đã đăng ký theo học trường trung học cấp hai Kammerer tại Louisville. Với việc nỗ lực học tập để theo đuổi ước mơ, cô đã hoàn thành chương trình bậc phổ thông sớm hơn các bạn cùng trang lứa hai năm với điểm số gần như đạt tuyệt đối trong kì thi GPA là 3.9 (điểm tối đa là 4). Trong khoảng thời gian lớn lên và tận hưởng hương vị ngọt ngào ở tuổi niên thiếu, Lawrence làm trợ lý y tá tại trại hè trẻ em dưới sự điều hành của mẹ.

### 2006–2009: Khởi nghiệp và thành công bước đầu
Lawrence chưa từng học và đào tạo qua một trường lớp diễn xuất và cũng chẳng có chút kinh nghiệm nào trong nghiệp diễn. Những thành công nho nhỏ ban đầu của Jennifer Lawrence không phải tới từ điện ảnh mà từ lĩnh vực truyền hình, nơi cô được nhận vào vai Lauren Pearson trong một loạt phim sitcom có tên là The Bill Engvall Show được sáng lập bởi Bill Engvall và Michael Leeson. Loạt phim bắt đầu lên sóng vào tháng 9 năm 2007, trải qua ba mùa phim đến khi bị hoãn lại vào năm 2009. Ngay từ những ngày đầu tiên này, tài năng của Lawrence đã được khẳng định khi cô nhận được giải thưởng Diễn viên trẻ nổi bật ở thể loại phim truyền hình và được đề cử ở hạng mục Màn trình diễn xuất sắc nhất trong một series truyền hình (phim hoặc hài kịch) tại lễ trao giải Young Artist Award vào năm 2009. Cũng trong giai đoạn này, Lawrence còn tham gia một số vai phụ trong những dự án phim truyền hình như Cold Case, Medium và Monk.
Năm 2007, cô tham gia thử vai diễn Bella Swan trong bộ phim ăn khách Twilight nhưng cuối cùng vai diễn thuộc về nữ diễn viên cùng trang lứa với cô - Kristen Stewart. Sau này Lawrence nói rằng cô rất mừng là mình không được nhận vai vì sự chú ý quá lớn của giới truyền thông dành cho Stewart từ khi cô ấy nổi tiếng với vai diễn trên. Đến năm tiếp theo, cô tiếp tục tham gia vào các vai diễn nhỏ trong phim Garden Party của đạo diễn Jason Freeland và góp mặt trong The Burning Plain của đạo diễn Guillermo Arriaga bên cạnh hai đàn chị từng đoạt giải Oscar là Charlize Theron và Kim Basinger. Vai diễn đã đem về cho cô giải Diễn viên trẻ triển vọng tại Liên hoan phim Venezia năm 2008, đây chính là bước đệm cho con đường thành công của cô sau này. Cùng năm đó, cô đóng vai chính trong bộ phim đầu tay của đạo diễn Lori Petty - The Poker House cùng Selma Blair và Chloë Grace Moretz. Với vai Agnes, một cô gái trẻ tuổi là nạn nhân của việc bị lạm dụng và cưỡng hiếp dã man đã đem về cho cô giải thưởng Liên hoan phim Los Angeles ở hạng mục Nữ diễn viên chính xuất sắc nhất. Đồng thời cô cũng xuất hiện trong video âm nhạc The Mess I Made nằm trong album Losing Sleep của nhóm nhạc Parachute.

### 2010–2012: Bước ngoặt đột phá

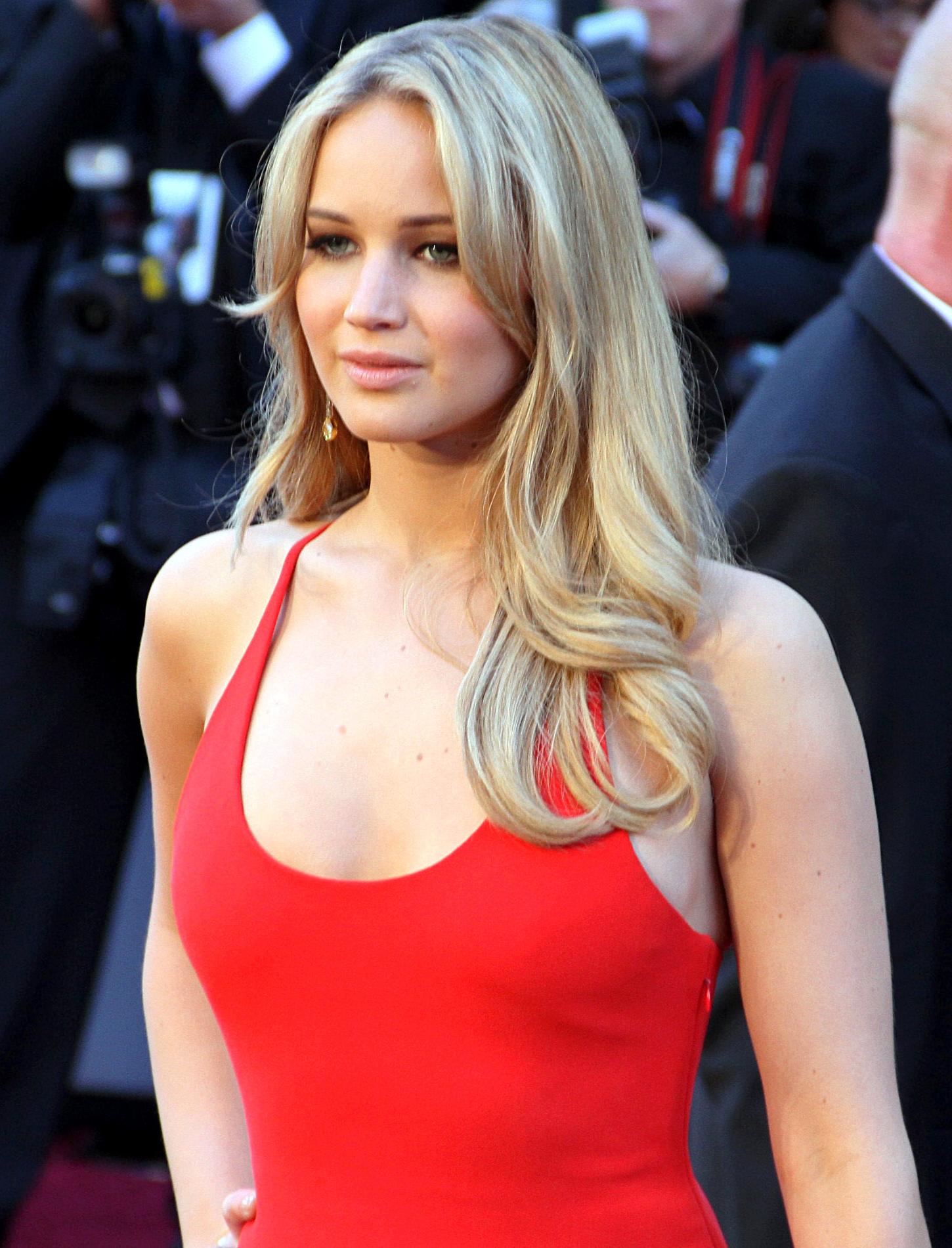
Lawrence tại buổi lễ trao giải Oscar lần thứ 83

Qua Winter's Bone của đạo diễn Debra Granik (từng được công chiếu tại Việt Nam với cái tên Xương Trắng) - tác phẩm điện ảnh gai góc về đề tài tình máu mủ và nghị lực con người trước số phận đau thương được các nhà phê bình khen ngợi và đánh giá cao, Jennifer Lawrence vào vai cô bé Ree Dolly 17 tuổi đang trên đường tìm kiếm tung tích của cha mình - người đã mang thế chấp chính ngôi nhà của gia đình và rồi biến mất. Nếu thất bại, Ree cùng với người mẹ mắc bệnh tâm thần và hai đứa em nhỏ sẽ bị trục xuất vào cánh rừng Ozark. Mạo hiểm cả cuộc sống của mình, Ree tìm mọi cách vượt lên trên sự dối trá, những bí mật bị giấu kín và mọi nguy hiểm tới từ chính các đối tượng có quan hệ ruột thịt, nhờ vậy mới tìm ra sự thật đau thương vào phút cuối cùng. Bộ phim giành được giải Phim hay nhất tại Liên hoan phim Sundance, Ree Dolly được xem là vai diễn đột phá trong sự nghiệp của Lawrence khi đem đến cho cô đề cử giải Oscar đầu tiên với hạng mục Nữ diễn viên chính xuất sắc nhất vào năm cô chỉ mới 20 tuổi và trở thành diễn viên trẻ thứ ba trong lịch sử Oscar được đề cử ở hạng mục này. Trên tờ The New Yorker, David Denby viết: "không thể tưởng tượng nổi bộ phim sẽ ra sao nếu không có sự góp mặt của cô bé Ree." Peter Travers trên tờ Rolling Stone đánh giá cao Jennifer và viết: "Vai diễn của cô còn hơn cả diễn xuất nữa. Nó như một cơn bão mạnh kéo đến. Đôi mắt của Lawrence phản ánh chân thực những điều luôn giằng xé trong tâm can của Ree.". Ngoài giải Oscar, cô còn nhận được đề cử giải Quả Cầu Vàng, giải thưởng của Hội Diễn viên Điện ảnh, Tinh Thần Độc Lập cùng với giải Ủy ban Quốc gia về Phê bình Điện ảnh dành cho màn trình diễn đột phá xuất sắc nhất với vai diễn này. Cô cũng tham gia vào bộ phim độc lập Like Crazy được công chiếu tại Liên hoan phim Sundance vào năm 2011.
Sau khi được đề cử giải Oscar, Jennifer Lawrence trở thành một cái tên được các nhà làm phim săn đón và cô chọn lựa dự án tham gia cũng rất kĩ càng. Lawrence vào vai dị nhân phản diện có khả năng biến dạng Mystique thời trẻ trong tác phẩm hành động X-Men: First Class, một prequel (phần trước) của loạt phim siêu anh hùng X-Men bên cạnh hai nam diễn viên tài năng James McAvoy và Michael Fassbender. Vai Mystique của Lawrence là phiên bản thời trẻ của nhân vật do Rebecca Romijn đóng trong những tập phim X-Men trước Đây chính là bộ phim bom tấn đầu tiên trong sự nghiệp của Jennifer Lawrence và cô đã đảm nhiệm rất tốt vai trò diễn viên phụ của mình, trước khi nổi bật hẳn lên trong các ấn phẩm phim thương mại sau này. Đến năm 2011, Lawrence xuất hiện trong The Beaver, một bộ phim hài quy tụ hai diễn viên nổi tiếng từng đoạt giải Oscar là Jodie Foster và Mel Gibson. Bộ phim quay vào năm 2009 nhưng lại bị trì hoãn một thời gian dài do tranh cãi và cuối cùng được công chiếu vào ngày 6 tháng 5 năm 2011. Đến tháng 6 năm 2011, cô được mời vào Viện Hàn lâm Khoa học và Nghệ thuật Điện ảnh (hay còn gọi là Tổ chức sáng lập ra giải Oscar).

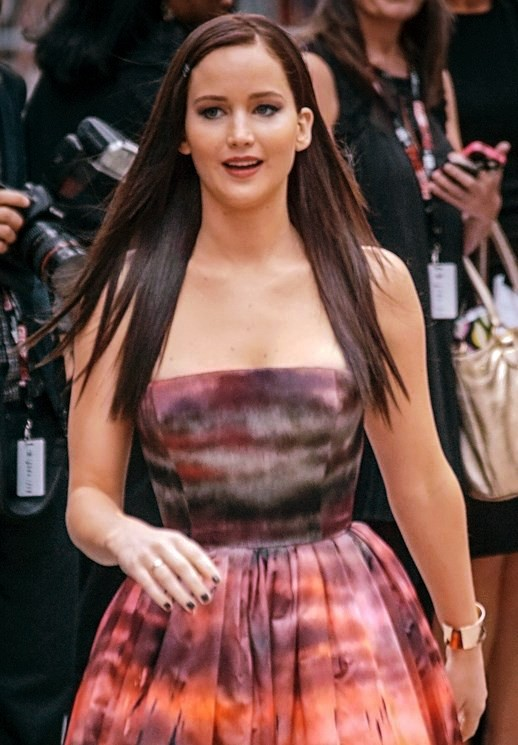
Lawrence tại Liên hoan phim quốc tế Toronto vào năm 2012.

Dựa trên cuốn tiểu thuyết cùng tên rất ăn khách của nhà văn Suzanne Collins, The Hunger Games có bối cảnh tại một thế giới cận diệt vong có tên Panem, nơi mà hàng năm các quận trực thuộc đều phải cống hiến hai thanh niên tham gia trò chơi đẫm máu mà những kẻ cầm quyền đặt ra. Lawrence vào vai cô gái Katniss Everdeen, người dũng cảm nhận làm vật hi sinh thay cho em gái để cùng người bạn đồng trang lứa Peeta tham gia đấu trường, nơi họ sẽ phải tàn sát với những thanh, thiếu niên khác cho tới khi chỉ còn một người duy nhất sót lại... Dù là một người hâm mộ của bộ sách, Jennifer Lawrence đã phải mất đến ba ngày mới đồng ý nhận vai Katniss vì nhận thấy đây là một dự án lớn, nó sẽ ảnh hưởng rất nhiều đến danh tiếng của cô. Để đảm nhận thành công nhiệm vụ của mình, Jennifer đã phải lao vào luyện tập nhiều bộ môn để có thể trạng phù hợp với vai diễn, bao gồm đào tạo diễn viên đóng thế, tham gia các khóa huấn luyện thể hình, sử dụng vũ khí, bắn cung, học cách trèo cây, chiến đấu, Parkour, Pilates, yoga và tự mình lột da một con sóc với đôi bàn tay máu me đáng sợ mà không cần bất cứ một kỹ thuật hỗ trợ nào. Bộ phim được công chiếu vào ngày 23 tháng 3 năm 2012, đạt doanh thu ở vị trí thứ ba trong danh sách các phim có màn ra mắt ấn tượng nhất lịch sử phòng vé khi thu về đến 152.5 triệu đô la Mỹ chỉ trong vòng ba ngày, lập kỉ lục với một bộ phim non-sequel (không phải phần tiếp theo). Việc The Hunger Games thành công rực rỡ về doanh thu phòng vé đã làm thay đổi mạnh mẽ dòng phim hành động vì trong bối cảnh lịch sử điện ảnh, "Tốp 200 phim có doanh thu cao nhất mọi thời đại (350 triệu đô trở lên), chưa từng có một bộ phim nào xoay quanh một ngôi sao hành động là nữ" và lần đầu tiên trong lịch sử, Lawrence đã phá vỡ quy tắc này. Tạp chí Forbes viết: "Không ai từng xem phim này mà có thể nghi ngờ về trình độ nhập vai phim hành động của Jennifer Lawrence."
Tuy bộ phim phần lớn đều nhận được phản hồi tích cực từ giới phê bình, vai diễn của Lawrence mới thực sự nổi bật và nhận được nhiều đánh giá cao nhất, Todd McCarthy từ tờ The Hollywood Reporter nói cô hoàn toàn có thể hóa thân vào vai Katniss "giống như đúc những gì mà mọi người tưởng tượng về Katniss" và "nắm giữ" hoàn toàn bộ phim "với vai diễn có sức nặng và sự thông minh đáng nể." Kenneth Turan từ thời báo Los Angeles Times đánh giá: "Lawrence là nữ diễn viên xuất sắc nhất có thể đảm nhận vai Katniss và là chiếc chìa khóa quan trọng trong việc đưa 'Hunger Games' trở thành hiện tượng giải trí phổ biến toàn cầu. Chính diễn xuất của Lawrence đã khiến phim có sức nặng và thu hút người xem từ đầu đến cuối như vậy." Nhà phê bình phim khó tính Roger Ebert của tờ Chicago Sun-Times cũng đồng ý rằng "Lawrence có lối diễn xuất thuyết phục và ấn tượng, rất mạnh mẽ, rất phù hợp để vào các vai diễn chính." Đến tuần cuối công chiếu, The Hunger Games thành công vang dội với hơn 691 triệu đô la Mỹ doanh thu phòng vé trên toàn thế giới, vượt xa mức kinh phí khiêm tốn 78 triệu đô bỏ ra ban đầu, tạo nên một cơn sốt toàn cầu thậm chí hơn hẳn Twilight vào năm 2008. Đồng thời The Hunger Games còn trở thành phim có doanh thu cao thứ ba tại thị trường Mỹ và đứng vị trí thứ 9 trong danh sách những bộ phim có doanh thu cao nhất thế giới năm 2012.
Vào tháng 10 năm 2012, Lawrence giữ vai trò là gương mặt đại diện cho Dior - một công ty thời thang cao cấp. Đến tháng sau, cô được nhận vào vai góa phụ Tiffany Maxwell cùng với Bradley Cooper và Robert De Niro trong phim tình cảm hài Silver Linings Playbook của đạo diễn David O. Russell, bộ phim chuyển thể từ cuốn tiểu thuyết cùng tên của nhà văn Matthew Quick. Cô nhận được vô số lời khen ngợi từ giới phê bình, Richard Corliss của tờ Time viết: "Lý do để ở lại trong rạp chiếu chính là Lawrence. Mới chỉ 21 tuổi khi bộ phim bắt đầu bấm máy, vậy mà Lawrence đã có thể tự trưởng thành cùng vai diễn. Ủ rũ nhưng cũng quyến rũ, cô thổi vào bất cứ vai diễn nào một sự thông minh đầy trưởng thành. Cô chính là tia sáng trong bộ phim bình dị này." Nhà báo Peter Travers của Rolling Stone viết "Ở Lawrence chính là điều kỳ diệu. Cô rất thô lỗ, trụy lạc, hài hước, không ngại chửi thề, cẩu thả, quyến rũ, sôi nổi, dễ bị tổn thương. Đôi lúc trong cùng một cảnh quay, thậm chí trong cùng một nhịp thở, không một danh sách ứng cử viên cho Nữ diễn viên chính Oscar nào có thể hoàn thiện mà thiếu đi Jennifer Lawrence nằm trong tốp dẫn đầu. Cô ấy thật sự tỏa sáng trên màn ảnh." Tất cả những điều đó đã giúp Jennifer giành chiến thắng giải Oscar đầu tiên trong sự nghiệp cũng với hạng mục Nữ diễn viên chính xuất sắc nhất. Danh vọng, thành công đến rất nhanh khi Jennifer chỉ mới 22 tuổi, điều đó khiến cô gái trẻ xúc động đến luống cuống vấp ngã khi lên nhận giải. Jennifer cũng tham gia góp mặt trong bộ phim kinh dị House at the End of the Street cùng Max Thieriot và Elisabeth Shue được phát hành vào tháng 9 năm 2012. Bên cạnh đó, cô cũng được tuyển vào vai "O" trong bộ phim Savages của đạo diễn Oliver Stone nhưng đành phải bỏ dự án vì vướng lịch làm việc.

### 2013–nay

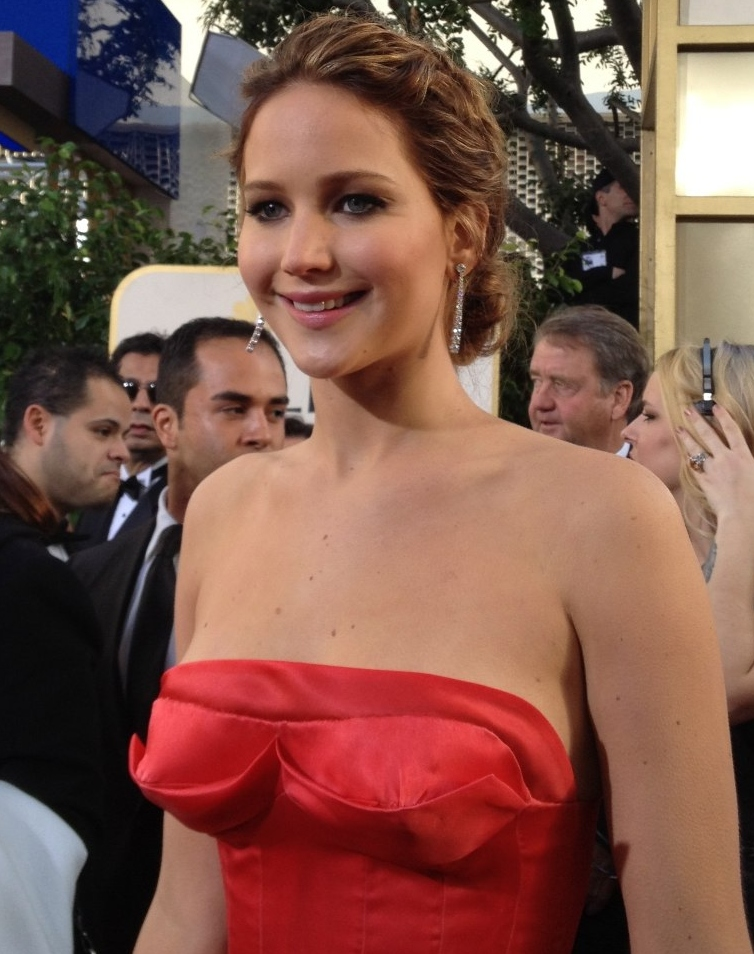
Lawrence tại lễ trao giải Quả cầu vàng lần thứ 70 vào năm 2013.

The Hunger Games: Catching Fire - phần tiếp theo nằm trong loạt phim hàng động, viễn tưởng Hunger Games được khởi chiếu trên toàn thế giới vào ngày 22 tháng 11 năm 2013. Trong tập phim thứ hai được kỳ vọng rất cao này, một sự kiện chưa từng có tiền lệ - cả Katniss lẫn Peeta cùng bước ra từ đấu trường như hai người trẻ yêu nhau đến sống chết sau khi đã trải qua cuộc chiến gian khổ - đã đặt Tổng thống Snow đối diện với một biểu tượng mới mang lại niềm hi vọng và sức mạnh cho quần chúng, bùng lên thành ngọn lửa cách mạng có nguy cơ lan rộng. Cái nhìn về Snow không còn thuần túy toát lên vẻ nguy hiểm trầm tĩnh ở phần đầu, mà đã thoáng thấy nỗi sợ hãi và sự hoài nghi ẩn giấu. Để giải quyết tình thế này, buộc Snow từ chỗ mong muốn vô hiệu hóa Katniss như một biểu tượng nổi loạn bằng thủ đoạn vẽ vời cô như một biểu tượng của lòng trung thành, đi đến biện pháp mở ra kỳ đấu trường khủng khiếp nhất trong lịch sử vương quốc Panem... Bộ phim trở thành một thành công thương mại lớn và nhận được rất nhiều đánh giá cao từ các nhà phê bình phim. Stephanie Zacharek của thời báo The Village Voice nhận xét Lawrence đang "trong quá trình thổi nên một ngọn lửa bùng cháy mạnh mẽ, chỉ riêng điều đó cũng khiến đây là một bộ phim thật tuyệt vời để xem." Trang Rotten Tomatoes thống kê có tới 89% bài viết của các nhà phê bình nhận xét tích cực về bộ phim, trong khi khán giả và người hâm mộ đã xem cũng cho phim điểm A. Phần lớn lời khen ngợi dành cho vai diễn Katniss Everdeen của Jennifer Lawrence. The Hunger Games: Catching Fire chính là bộ phim khoa học hành động - viễn tưởng được đánh giá cao nhất trong năm trên trang mạng này. Đến tháng 1 năm 2014, Catching Fire đã vượt qua cả Iron Man 3 để chiếm lĩnh vị trí là bộ phim cho thu nhập phòng vé cao nhất năm 2013 ở Bắc Mỹ với hơn 409.4 triệu đô la Mỹ. Trên thế giới, Catching Fire tiếp tục lọt vào danh sách các bộ phim có doanh thu cao nhất mọi thời đại ở vị trí thứ 36 với hơn 864 triệu đô la Mỹ, là bộ phim có doanh thu cao nhất nằm trong loạt phim Đấu trường sinh tử tính đến thời điểm hiện tại, là phim cho doanh thu cao nhất được phân phối bởi xưởng phim Lionsgate và đồng thời là phim có doanh thu cao thứ 5 nằm trong danh sách những bộ phim có doanh thu cao nhất thế giới năm 2013.
Cũng trong năm 2013, Lawrence tiếp tục được vị đạo diễn David O. Russell mời đóng vai phụ trong bộ phim tiếp theo của ông về đề tài tội phạm lừa đảo của Mỹ - American Hustle. Đây cũng chính là tác phẩm đánh dấu sự tái ngộ của đạo diễn Russell với cặp đôi Bradley Cooper và Jennifer Lawrence. Việc tham gia American Hustle được coi như là sự tri ân của Lawrence dành cho vị đạo diễn đã mang về cho cô một giải Oscar trong đời. Nội dung phim là một chuỗi câu chuyện có phần kịch tính và phức tạp về thế giới ngầm đầy mưu mô, tính toán và quyền lực của xã hội Mỹ những năm 1970-1980. Phim được thực hiện dựa trên một chiến dịch có thật của FBI có tên là ABSCAM. Irving Rosenfeld, có vợ là Rosalyn Rosenfeld (do Jennifer Lawrence thủ vai), là một tay lừa đảo thiên tài chuyên thực hiện các phi vụ có liên quan đến những tác phẩm nghệ thuật bị đánh cắp. Chính "tài năng" của hắn đã làm cho Richie DiMaso - một đặc vụ FBI phải chú ý. Irving và cô nhân tình Sydney của hắn buộc lòng phải cấu kết với tay FBI lộng quyền đó, bước vào thế giới của những tay trùm chứng khoán và xã hội đen khác nhằm ra tay triệt tiêu những thế lực xấu. Bên cạnh câu chuyện của những kẻ âm thầm đó là một câu chuyện khác gắn kết và đan xen về ngài thị trưởng Carmine Polito, người luôn cố gắng hỗ trợ cộng đồng của mình chống chọi với cuộc khủng hoảng kinh tế và những biến động của thời đại... American Hustle quy tụ dàn diễn viên từng được đề cử và giành giải Oscar như Bradley Cooper, Amy Adams, Christian Bale, Jeremy Renner và được công chiếu vào ngày 20 tháng 12 năm 2013, đồng thời đây cũng chính là bộ phim dẫn đầu về số đề cử giải Oscar lần thứ 86 (với 10 đề cử). Vai diễn Rosalyn Rosenfeld của Lawrence được các nhà phê bình phim khen ngợi và đánh giá cao. Cô nhận được đề cử ở hạng mục Nữ diễn viên phụ xuất sắc nhất tại hai giải thưởng quan trọng tiền Oscar là giải của Nghiệp đoàn diễn viên màn ảnh và giải Hiệp hội Phê bình Phim Phát sóng. Vào ngày 12 tháng 1 năm 2014, Jennifer Lawrence giành được giải Quả cầu vàng cho Nữ diễn viên phụ xuất sắc nhất, cô cũng nhận được giải BAFTA đầu tiên trong sự nghiệp ở cùng hạng mục và tiếp tục nhận được đề cử giải Oscar thứ 3, giúp cô lập kỷ lục trở thành nữ diễn viên trẻ tuổi nhất trong lịch sử giải Oscar khi sở hữu dến ba đề cử ở tuổi 23.
Lawrence thế chỗ nữ diễn viên Angelina Jolie trong phim lấy bối cảnh thời đại suy thoái của nữ đạo diễn Susanne Bier - Serena, bộ phim dựa trên cuốn tiểu thuyết cùng tên của nhà văn Ron Rash. Cô đóng vai Serena, một phụ nữ sau khi biết mình không thể sinh con đã lên kế hoạch sát hại người đàn bà hạ sinh đứa con trai ngoài giá thú của chồng mình trước cuộc hôn nhân. Việc quay phim được hoàn thành trong năm 2012 và bộ phim dự kiến sẽ được phát hành vào năm 2014. Cũng trong năm 2014, Lawrence tiếp tục đảm nhận vai dị nhân Mystique trong bộ phim X-Men: Days of Future Past cùng với hai nam diễn viên James McAvoy và Michael Fassbender, đồng thời cô cũng sẽ trở lại vai Katniss Everdeen nằm trong hai bộ phim chuyển thể của cuốn sách Hunger Games cuối cùng, Mockingjay. Phần đầu tiên của bộ phim dự kiến sẽ được phát hành vào ngày 21 tháng 11 năm 2014 và phần 2 dự kiến công chiếu vào ngày 20 tháng 11 năm 2015.

## Trên phương tiện truyền thông
Những thành công lớn trong cả doanh thu và giải thưởng khiến Lawrence được tờ tạp chí Rolling Stone tôn vinh là "Nữ diễn viên trẻ tài năng nhất nước Mỹ" Năm 2013, tạp chí Time đưa tên cô vào danh sách 100 người có tầm ảnh hưởng lớn nhất thế giới, trong khi đó, tạp chí Elle gọi Lawrence là người phụ nữ quyền lực nhất trong ngành công nghiệp giải trí Hollywood năm 2013, Ngoài ra, Jennifer Lawrence còn giành vị trí số một trong danh sách Tốp 99 người phụ nữ được khát khao nhất thế giới năm 2013, theo bình chọn của tờ tạp chí dành cho nam giới - AskMen phiên bản trực tuyến. Vào tháng 6 trong cùng năm, Lawrence tiếp tục được tạp chí Forbes vinh danh là một trong những nhân vật nổi tiếng quyền lực nhất thế giới khi xếp ở vị trí thứ 49. Lawrence cũng là nữ diễn viên có thu nhập cao thứ nhì tại Hollywood, kiếm được trên 26 triệu đô la Mỹ so với năm trước, chỉ đứng sau nữ diễn viên Angelina Jolie.
Đến năm 2014, Jennifer Lawrence được tạp chí dành cho nam giới - FHM xếp vị trí đầu bảng trong danh sách 100 người phụ nữ quyến rũ nhất thế giới. Trong cùng năm, Jennifer Lawrence chính thức trở thành Nữ diễn viên quyền lực nhất Hollywood do tạp chí Forbes danh tiếng công bố và xếp ở vị trí thứ 12 trong danh sách Celebrity 100 - 100 người nổi tiếng quyền lực nhất thế giới năm 2014. Vào tháng 8 năm 2014, Lawrence là nữ diễn viên thứ hai có thu nhập cao nhất ở Hollywood, đứng sau nữ diễn viên từng giành giải Oscar Sandra Bullock, đồng thời cô cũng là nữ diễn viên trẻ nhất nằm trong danh sách 10 nữ diễn viên kiếm bộn tiền nhất năm 2014.
Donald Sutherland so sánh Lawrence với nam diễn viên tài năng Laurence Olivier nổi tiếng trong thế kỷ trước và gọi cô là một "diễn viên sở hữu sự tinh tế và tài giỏi vượt bậc." Đạo diễn David O. Russell cũng ca ngợi lối diễn xuất và sự nỗ lực của Jennifer Lawrence vì cô luôn làm cho màn trình diễn của mình trông thật đơn giản nhưng không kém phần sắc sảo. Trong một buổi phỏng vấn với tạp chí Daily News, Russell đã chạm vào một chủ đề nhạy cảm khi nói về việc Jennifer Lawrence bị nhà sản xuất của loạt phim Hunger Games vắt kiệt sức khi phải làm việc cho sê-ri phim này như một nô lệ. Cụ thể, Lawrence bị buộc phải theo đoàn phim The Hunger Games: Catching Fire đi quảng bá tạo tiếng vanh cho bộ phim khắp nơi trong suốt nửa cuối năm 2013. Và trong khoảng thời gian đó, cô vẫn đang bận rộn với bộ phim American Hustle. Vị đạo diễn phát biểu: "Cá nhân tôi nghĩ rằng họ nên cho cô ấy một chút thời gian để thở. Họ gần như chỉ chú trọng vào việc in tiền. Thật may, Jennifer Lawrence là một người rất năng động và cô ấy gần như không thể hiện sự mệt mỏi ra bên ngoài".
Lawrence chưa bao giờ tham gia vào lớp kịch sân khấu và cũng chưa từng được đào tạo qua các lớp học diễn xuất. Nữ diễn viên chia sẻ về bí mật thành công của mình: "Tôi luôn để ý nghiên cứu những người xung quanh và thấy rất thú vị trước cách phản ứng và những trạng thái cảm xúc của họ. Tôi cho rằng đó chính là lớp học diễn xuất hay nhất mà tôi có thể tham gia - nhìn ngắm những con người thật, lắng nghe họ nói và học hỏi những điều hay từ họ."
Vào tháng 9 năm 2014, Jennifer Lawrence chính thức được ghi tên vào trang vàng trong cuốn Sách kỷ lục Guinness ấn phẩm năm 2015 với tư cách là Nữ diễn viên chính của dòng phim hành động có thu nhập cao nhất dành cho vai diễn Katniss Everdeen trong loạt phim nhiều phần The Hunger Games.

## Cuộc sống đời tư

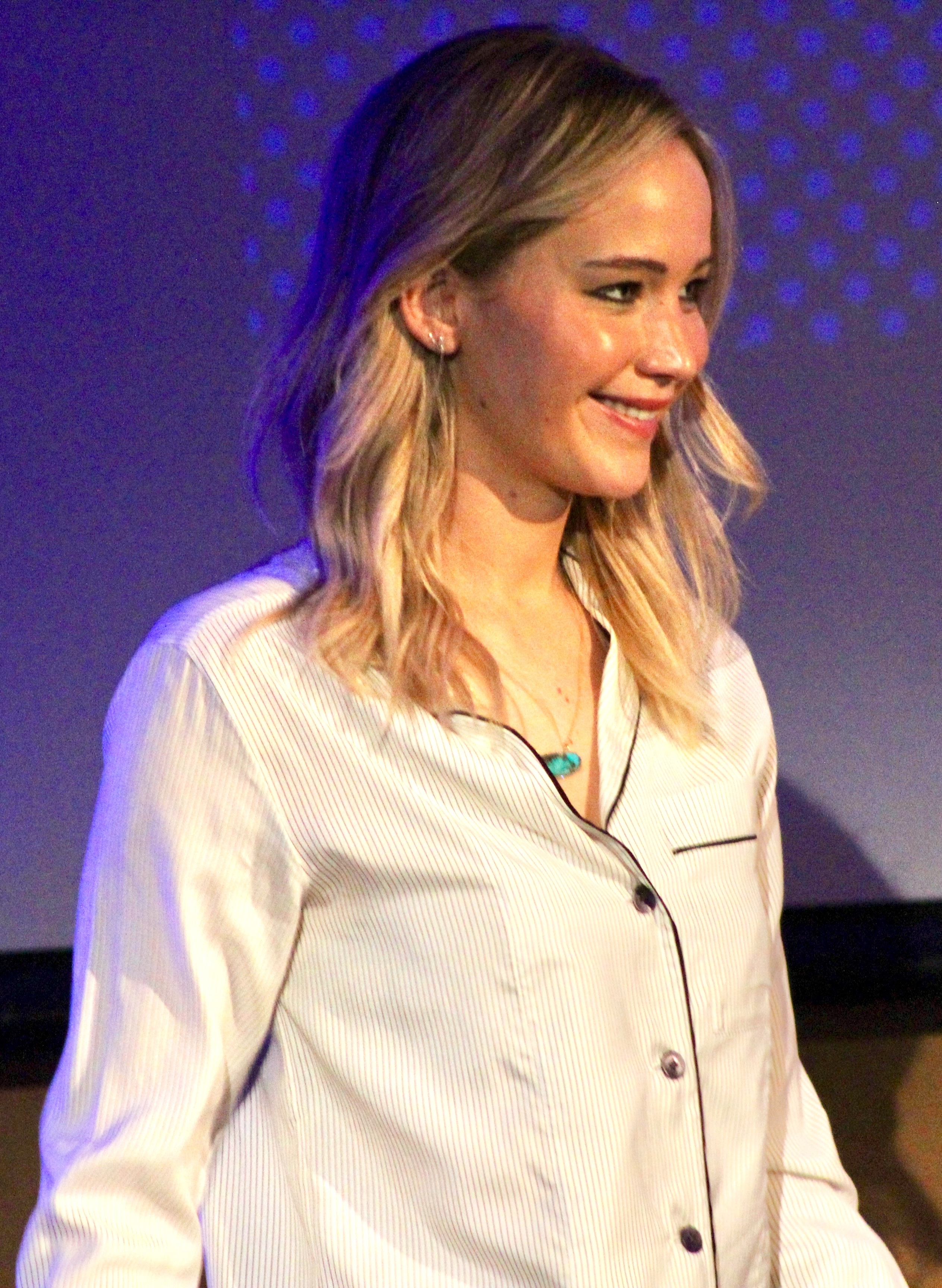
Lawrence là diễn viên nổi tiếng nhiều bộ phim

Lawrence sống tại New York trong vài năm đầu lập nghiệp nhưng hiện tại cô sống ở Santa Monica, California. Trong tháng 8 năm 2013, cô bắt đầu xây dựng mối quan hệ với nam diễn viên người Anh Nicholas Hoult, bạn diễn trong phim X-Men: First Class và X-Men: Days of Future Past. Cặp đôi bắt đầu hẹn hò trong năm 2011 sau khi quay xong bộ phim X-Men: First Class, nhưng mối quan hệ này sớm kết thúc vào tháng 1 năm 2013 sau hai năm gặp gỡ. Họ bắt đầu quay lại với nhau sáu tháng sau đó trong tháng 7 năm 2013, sau khi quay xong bộ phim X-Men: Days of Future Past. Vào tháng 8 năm 2014, các trang mạng tin tức uy tín thông báo rằng cặp đôi đã chính thức chia tay nhau lần thứ hai, lịch làm việc quá bận rộn và xung đột là một trong những lý do chính khiến cả hai dừng lại mối quan hệ. Về đời sống riêng tư của mình, cô nói: "Chẳng ai muốn mối quan hệ của mình bị phơi bày lên mặt báo cả, nhưng đồng thời đây cũng chỉ là lý thuyết mà thôi. Càng cố giữ bí mật, truyền thông càng cố phanh phui."

### Hoạt động nhân đạo
Jennifer Lawrence là một trong những thành viên hoạt động tích cực trong các tổ chức từ thiện như World Food Programme, Feeding America và The Thirst Project. Cô đã tổ chức một buổi công chiếu sớm bộ phim The Hunger Games: Catching Fire để gây quỹ cho trung tâm Saint Mary - một tổ chức chuyên chăm sóc người khuyết tật tại quê hương Louisville, Kentucky của Lawrence và đã quyên góp được hơn 40,000 đô la Mỹ cho quỹ. Lawrence là một đại sứ chính thức của thế vận hội đặc biệt (Special Olympics) - tổ chức thể thao lớn nhất thế giới cho trẻ em và người lớn khuyết tật. Bên cạnh đó, Lawrence cũng đã thành lập nên một tổ chức với tên gọi Jennifer Lawrence Foundation chuyên hoạt động các công tác từ thiện cũng giống như Screen Actors Guild Foundation (Quỹ từ thiện của Hội Diễn viên Điện ảnh) và Do Something - một tổ chức phi lợi nhuận.

## Danh sách phim

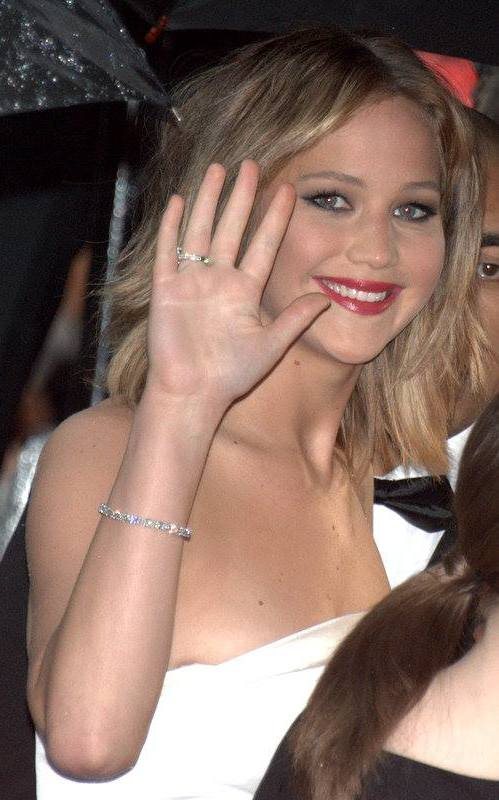
Lawrence tại Liên hoan phim Cannes vào năm 2013.

### Điện ảnh
| Năm  | Phim                                    | Vai diễn                   | Ghi chú       |
| ---- | --------------------------------------- | -------------------------- | ------------- |
| 2008 | Garden Party                            | Tiffany "Tiff"             |               |
| 2008 | The Poker House                         | Agnes                      |               |
| 2008 | The Burning Plain                       | Mariana                    |               |
| 2010 | Winter's Bone                           | Ree Dolly                  |               |
| 2011 | Like Crazy                              | Sam                        |               |
| 2011 | The Beaver                              | Norah                      |               |
| 2011 | X-Men: First Class                      | Raven Darkhölme / Mystique |               |
| 2012 | The Hunger Games                        | Katniss Everdeen           |               |
| 2012 | Silver Linings Playbook                 | Tiffany Maxwell            |               |
| 2012 | House at the End of the Street          | Elissa Cassidy             |               |
| 2013 | The Devil You Know                      | Zoe Hughes trẻ             | Quay năm 2005 |
| 2013 | The Hunger Games: Catching Fire         | Katniss Everdeen           |               |
| 2013 | American Hustle                         | Rosalyn Rosenfeld          |               |
| 2014 | X-Men: Days of Future Past              | Raven Darkhölme / Mystique |               |
| 2014 | Serena                                  | Serena Pemberton           |               |
| 2014 | The Hunger Games: Mockingjay – Part One | Katniss Everdeen           |               |
| 2015 | Dior and I                              | Chính mình                 | Phim tài liệu |
| 2015 | The Hunger Games: Mockingjay – Part Two | Katniss Everdeen           |               |
| 2015 | Joy                                     | Joy Mangano                |               |
| 2016 | A Beautiful Planet                      | Người dẫn chuyện           | Phim tài liệu |
| 2016 | X-Men: Apocalypse                       | Raven Darkhölme / Mystique |               |
| 2016 | Passengers                              | Aurora Lane                |               |
| 2017 | Mother!                                 | Mother                     |               |
| 2018 | Red Sparrow                             | Dominika Egorova           |               |
| 2019 | Love, Antosha                           | Chính mình                 | Phim tài liệu |
| 2019 | Dark Phoenix                            | Raven Darkhölme / Mystique |               |
| 2021 | Don't Look Up                           | Tiến sĩ Kate Dibiasky      |               |

### Truyền hình
| Năm     | Tên phim              | Vai diễn                            | Ghi chú                                |
| ------- | --------------------- | ----------------------------------- | -------------------------------------- |
| 2006    | Monk                  | Mascot                              | Tập: "Mr. Monk and the Big Game"       |
| 2007    | Cold Case             | Abby Bradford                       | Tập: "A Dollar, a Dream"               |
| 2007–08 | Medium                | Claire Chase / Young Allison        | 2 tập                                  |
| 2007–09 | The Bill Engvall Show | Lauren Pearson                      | Vai chính                              |
| 2013    | Saturday Night Live   | Chính mình (người dẫn chương trình) | Tập: "Jennifer Lawrence/The Lumineers" |
| 2017    | Jimmy Kimmel Live!    | Chính mình (người dẫn chương trình) | Tập: "November 2, 2017"                |